# Флаги Ульяновской области
Список флагов муниципальных образований Ульяновской области Российской Федерации.
На 1 января 2017 года в Ульяновской области насчитывалось 167 муниципальных образований — 3 городских округа, 21 муниципальный район, 31 городское поселение и 112 сельских поселений.

## Флаги городских округов
| Флаг | Наименование                                          | Дата утверждения | Номер в ГГР |
| ---- | ----------------------------------------------------- | ---------------- | ----------- |
|      | Флаг муниципального образования «Город Ульяновск»     | 30 апреля 2003   | 232         |
|      | Флаг муниципального образования «Город Димитровград»  | 28 августа 2002  | 1015        |
|      | Флаг муниципального образования «Город Новоульяновск» | 22 ноября 2006   | 2821        |

## Флаги муниципальных районов
| Флаг | Наименование                                              | Дата утверждения | Номер в ГГР |
| ---- | --------------------------------------------------------- | ---------------- | ----------- |
|      | Флаг муниципального образования «Базарносызганский район» | 15 ноября 2013   | 8884        |
|      | Флаг муниципального образования «Барышский район»         | 25 апреля 2006   | 2349        |
|      | Флаг муниципального образования «Вешкаймский район»       | 14 июля 2011     |             |
|      | Флаг муниципального образования «Инзенский район»         | 13 февраля 2006  | 2192        |
|      | Флаг муниципального образования «Карсунский район»        | 11 июня 2013     | 8517        |
|      | Флаг муниципального образования «Кузоватовский район»     | 17 сентября 2013 | 8693        |
|      | Флаг муниципального образования «Майнский район»          | 15 января 2005   | 1778        |
|      | Флаг муниципального образования «Мелекесский район»       | 20 февраля 2008  | 3940        |
|      | Флаг муниципального образования «Николаевский район»      | 9 ноября 2005    | 2434        |
|      | Флаг муниципального образования «Новомалыклинский район»  | 27 января 2006   | 2230        |
|      | Флаг муниципального образования «Новоспасский район»      | 30 апреля 2015   | 10234       |

| Флаг | Наименование                                              | Дата утверждения | Номер в ГГР |
| ---- | --------------------------------------------------------- | ---------------- | ----------- |
|      | Флаг муниципального образования «Павловский район»        | 1 марта 2017     | 2351        |
|      | Флаг муниципального образования «Радищевский район»       | 16 декабря 2009  | 8842        |
|      | Флаг муниципального образования «Сенгилеевский район»     | 27 сентября 2006 | 3084        |
|      | Флаг муниципального образования «Старокулаткинский район» | 27 октября 2006  | 2659        |
|      | Флаг муниципального образования «Старомайнский район»     | 20 сентября 2005 | 2208        |
|      | Флаг муниципального образования «Сурский район»           | 12 декабря 2005  | 2174        |
|      | Флаг муниципального образования «Тереньгульский район»    | 25 октября 2013  | 8715        |
|      | Флаг муниципального образования «Ульяновский район»       | 8 февраля 2007   | 3468        |
|      | Флаг муниципального образования «Цильнинский район»       | 26 декабря 2006  | 2477        |
|      | Флаг муниципального образования «Чердаклинский район»     | 18 мая 2006      | 2479        |

## Флаги городских поселений
| Флаг | Наименование                                                           | Дата утверждения            | Номер в ГГР |
| ---- | ---------------------------------------------------------------------- | --------------------------- | ----------- |
|      | Флаг Базарносызганского городского поселения Базарносызганского района | 2 декабря 2013              | 9148        |
|      | Флаг Барышского городского поселения Барышского района                 | 20 февраля 2006 15 мая 2014 | 2189        |
|      | Флаг Вешкаймского городского поселения Вешкаймского района             | 6 декабря 2013              | 9160        |
|      | Флаг Глотовского городского поселения Инзенского района                | 21 июня 2013                | 8531        |
|      | Флаг Жадовского городского поселения Барышского района                 | 10 сентября 2013            | 8653        |
|      | Флаг Игнатовского городского поселения Майнского района                | 11 сентября 2014            | 9744        |
|      | Флаг Измайловского городского поселения Барышского района              | 4 сентября 2013             | 8659        |
|      | Флаг Инзенского городского поселения Инзенского района                 | 27 апреля 2015              | 2481        |
|      | Флаг Ишеевского городского поселения Ульяновского района               | 7 сентября 2012             | 7977        |
|      | Флаг Карсунского городского поселения Карсунского района               |                             | 2819        |
|      | Флаг Красногуляевского городского поселения Сенгилеевского района      | 28 декабря 2010             | 6703        |
|      | Флаг Кузоватовского городского поселения Кузоватовского района         | 2 августа 2013              | 8699        |
|      | Флаг Ленинского городского поселения Барышского района                 | 4 сентября 2013             | 8661        |
|      | Флаг Майнского городского поселения Майнского района                   | 28 июня 2010                | 6316        |
|      | Флаг Мулловского городского поселения Мелекесского района              | 27 апреля 2011              | 8325        |
|      | Флаг Николаевского городского поселения Николаевского района           | 14 августа 2014             | 9543        |

| Флаг | Наименование                                                           | Дата утверждения | Номер в ГГР |
| ---- | ---------------------------------------------------------------------- | ---------------- | ----------- |
|      | Флаг Новомайнского городского поселения Мелекесского района            | 4 декабря 2013   | 9170        |
|      | Флаг Новоспасского городского поселения Новоспасского района           | 30 марта 2011    | 7142        |
|      | Флаг Павловского городского поселения Павловского района               | 14 октября 2013  | 8709        |
|      | Флаг Радищевского городского поселения Радищевского района             | 28 июля 2014     | 9964        |
|      | Флаг Сенгилеевского городского поселения Сенгилеевского района         | 24 апреля 2009   | 4948        |
|      | Флаг Силикатненского городского поселения Сенгилеевского района        | 29 ноября 2007   | 3670        |
|      | Флаг Старокулаткинского городского поселения Старокулаткинского района | 21 ноября 2014   | 9962        |
|      | Флаг Старомайнского городского поселения Старомайнского района         | 21 апреля 2014   | 9517        |
|      | Флаг Старотимошкинского городского поселения Барышского района         | 19 сентября 2013 | 8667        |
|      | Флаг Сурского городского поселения Сурского района                     | 1 ноября 2013    | 8713        |
|      | Флаг Тереньгульского городского поселения Тереньгульского района       | 28 февраля 2014  | 9526        |
|      | Флаг Цильнинского городского поселения Цильнинского района             | 25 октября 2013  | 8725        |
|      | Флаг Чердаклинского городского поселения Чердаклинского района         | 25 марта 2011    | 7144        |
|      | Флаг Чуфаровского городского поселения Вешкаймского района             | 25 октября 2013  | 8675        |
|      | Флаг Языковского городского поселения Карсунского района               | 7 сентября 2013  | 8691        |

## Флаги сельских поселений
| Флаг | Наименование                                                          | Дата утверждения | Номер в ГГР |
| ---- | --------------------------------------------------------------------- | ---------------- | ----------- |
| А—Б  |                                                                       |                  |             |
|      | Флаг Алгашинского сельского поселения Цильнинского района             | 16 декабря 2013  | 9190        |
|      | Флаг Анненковского сельского поселения Майнского района               | 21 марта 2014    | 9484        |
|      | Флаг Анненковского сельского поселения Цильнинского района            | 10 декабря 2013  | 8909        |
|      | Флаг Астрадамовского сельского поселения Сурского района              | 1 ноября 2013    | 8860        |
|      | Флаг Баклушинского сельского поселения Павловского района             | 12 ноября 2013   | 8886        |
|      | Флаг Барановского сельского поселения Николаевского района            | 27 ноября 2013   | 9212        |
|      | Флаг Безводовского сельского поселения Кузоватовского района          | 18 февраля 2014  | 9200        |
|      | Флаг Бекетовского сельского поселения Вешкаймского района             | 18 декабря 2013  | 9158        |
|      | Флаг Белогорского сельского поселения Тереньгульского района          | 16 апреля 2014   | 9504        |
|      | Флаг Белоярского сельского поселения Чердаклинского района            | 21 июня 2013     | 8535        |
|      | Флаг Богдашкинского сельского поселения Чердаклинского района         | 13 ноября 2013   | 8890        |
|      | Флаг Большеключищенского сельского поселения Ульяновского района      | 20 августа 2013  | 8717        |
|      | Флаг Большенагаткинского сельского поселения Цильнинского района      | 13 ноября 2013   | 8850        |
|      | Флаг Большепоселковского сельского поселения Карсунского района       | 17 апреля 2014   | 9480        |
|      | Флаг Бряндинского сельского поселения Чердаклинского района           | 29 октября 2013  | 8872        |
| В—Е  |                                                                       |                  |             |
|      | Флаг Валгусского сельского поселения Инзенского района                | 18 декабря 2013  | 9162        |
|      | Флаг Вальдиватского сельского поселения Карсунского района            | 17 июля 2013     | 8687        |
|      | Флаг Выровского сельского поселения Майнского района                  | 1 июня 2012      | 7741        |
|      | Флаг Высококолковского сельского поселения Новомалыклинского района   | 3 октября 2013   | 8705        |
|      | Флаг Гимовского сельского поселения Майнского района                  |                  | 9166        |
|      | Флаг Головинского сельского поселения Николаевского района            | 13 марта 2014    | 9419        |
|      | Флаг Горенского сельского поселения Карсунского района                | 18 апреля 2014   | 9529        |
|      | Флаг Дмитриевского сельского поселения Радищевского района            | 16 апреля 2014   | 9494        |
|      | Флаг Должниковского сельского поселения Базарносызганского района     | 2 декабря 2013   | 9150        |
|      | Флаг Дубровского сельского поселения Николаевского района             | 27 мая 2014      | 9421        |
|      | Флаг Еделевского сельского поселения Кузоватовского района            | 27 сентября 2013 | 8695        |
|      | Флаг Елаурского сельского поселения Сенгилеевского района             | 18 ноября 2013   | 8876        |
|      | Флаг Елховоозёрского сельского поселения Цильнинского района          | 8 ноября 2013    | 8878        |
|      | Флаг Ермоловского сельского поселения Вешкаймского района             | 5 сентября 2013  | 8669        |
| Ж—К  |                                                                       |                  |             |
|      | Флаг Жедяевского сельского поселения Старомайнского района            | 9 января 2014    | 9180        |
|      | Флаг Живайкинского сельского поселения Барышского района              | 16 августа 2013  | 8655        |
|      | Флаг Зелёновского сельского поселения Старокулаткинского района       | 3 февраля 2014   | 9498        |
|      | Флаг Зеленорощинского сельского поселения Ульяновского района         | 16 декабря 2013  | 9192        |
|      | Флаг Земляничненского сельского поселения Барышского района           | 12 августа 2013  | 8657        |
|      | Флаг Калиновского сельского поселения Радищевского района             | 27 ноября 2013   | 9176        |
|      | Флаг Калмаюрского сельского поселения Чердаклинского района           | 25 октября 2013  | 8727        |
|      | Флаг Канадейского сельского поселения Николаевского района            | 13 марта 2013    | 8348        |
|      | Флаг Кандалинского сельского поселения Старомайнского района          | 12 февраля 2014  | 9204        |
|      | Флаг Каргинского сельского поселения Вешкаймского района              | 4 октября 2013   | 8671        |
|      | Флаг Коптевского сельского поселения Новоспасского района             | 31 марта 2014    | 9490        |
|      | Флаг Коржевского сельского поселения Инзенского района                | 23 сентября 2013 | 8677        |
|      | Флаг Коромысловского сельского поселения Кузоватовского района        | 23 августа 2013  | 8697        |
|      | Флаг Красноборского сельского поселения Тереньгульского района        | 10 сентября 2014 | 9750        |
|      | Флаг Краснореченского сельского поселения Старомайнского района       | 9 декабря 2013   | 9182        |
|      | Флаг Красносельского сельского поселения Новоспасского района         | 6 марта 2014     | 9492        |
|      | Флаг Красноярского сельского поселения Чердаклинского района          | 5 ноября 2013    | 8870        |
|      | Флаг Крестовогородищенского сельского поселения Чердаклинского района | 18 октября 2013  | 8729        |
| Л—М  |                                                                       |                  |             |
|      | Флаг Лавинского сельского поселения Сурского района                   | 1 ноября 2013    | 8862        |
|      | Флаг Лапшаурского сельского поселения Базарносызганского района       | 2 декабря 2013   | 9152        |
|      | Флаг Лебяжинского сельского поселения Мелекесского района             | 11 ноября 2013   | 8848        |
|      | Флаг Лесоматюнинского сельского поселения Кузоватовского района       | 12 ноября 2013   | 8701        |
|      | Флаг Малохомутёрского сельского поселения Барышского района           | 2 сентября 2013  | 8663        |
|      | Флаг Матвеевского сельского поселения Старомайнского района           | 14 января 2014   | 9194        |
|      | Флаг Мирновского сельского поселения Чердаклинского района            | 20 июня 2013     | 8513        |
|      | Флаг Михайловского сельского поселения Тереньгульского района         | 23 апреля 2014   | 9966        |
|      | Флаг Мокробугурнинского сельского поселения Цильнинского района       | 8 ноября 2013    | 8911        |
|      | Флаг Мостякского сельского поселения Старокулаткинского района        | 14 мая 2014      | 9500        |

| Флаг | Наименование                                                          | Дата утверждения | Номер в ГГР |
| ---- | --------------------------------------------------------------------- | ---------------- | ----------- |
| Н—О  |                                                                       |                  |             |
|      | Флаг Никитинского сельского поселения Сурского района                 | 15 ноября 2013   | 8864        |
|      | Флаг Николочеремшанского сельского поселения Мелекесского района      | 12 августа 2014  | 9748        |
|      | Флаг Никулинского сельского поселения Николаевского района            | 14 марта 2014    | 9424        |
|      | Флаг Новомалыклинского сельского поселения Новомалыклинского района   | 11 августа 2014  | 9972        |
|      | Флаг Новоникулинского сельского поселения Цильнинского района         | 22 октября 2013  | 8723        |
|      | Флаг Новопогореловского сельского поселения Карсунского района        | 6 декабря 2013   | 9164        |
|      | Флаг Новосёлкинского сельского поселения Мелекесского района          | 30 сентября 2010 | 8372        |
|      | Флаг Новослободского сельского поселения Сенгилеевского района        | 2 декабря 2013   | 9178        |
|      | Флаг Новочеремшанского сельского поселения Новомалыклинского района   | 28 февраля 2014  | 9488        |
|      | Флаг Озёрского сельского поселения Чердаклинского района              | 18 октября 2013  | 8731        |
|      | Флаг Октябрьского сельского поселения Радищевского района             | 30 августа 2013  | 8907        |
|      | Флаг Октябрьского сельского поселения Чердаклинского района           | 2 октября 2013   | 8733        |
|      | Флаг Ореховского сельского поселения Радищевского района              | 19 февраля 2014  | 9496        |
|      | Флаг Оськинского сельского поселения Инзенского района                | 26 сентября 2013 | 8679        |
| П—С  |                                                                       |                  |             |
|      | Флаг Папузинского сельского поселения Базарносызганского района       | 3 декабря 2013   | 9154        |
|      | Флаг Пичеурского сельского поселения Павловского района               | 12 ноября 2013   | 8913        |
|      | Флаг Подкуровского сельского поселения Тереньгульского района         | 30 декабря 2013  | 9186        |
|      | Флаг Поливановского сельского поселения Барышского района             | 28 августа 2013  | 8665        |
|      | Флаг Поспеловского сельского поселения Николаевского района           | 8 мая 2014       | 9426        |
|      | Флаг Прибрежненского сельского поселения Старомайнского района        | 17 декабря 2013  | 9184        |
|      | Флаг Рязановского сельского поселения Мелекесского района             | 26 мая 2014      | 9486        |
|      | Флаг Садовского сельского поселения Новоспасского района              | 11 марта 2015    | 10236       |
|      | Флаг Сарского сельского поселения Сурского района                     | 21 октября 2013  | 8711        |
|      | Флаг Славкинского сельского поселения Николаевского района            | 14 марта 2014    | 9428        |
|      | Флаг Сосновоборского сельского поселения Базарносызганского района    | 2 декабря 2013   | 9156        |
|      | Флаг Сосновского сельского поселения Карсунского района               | 17 апреля 2014   | 9482        |
|      | Флаг Спешнёвского сельского поселения Кузоватовского района           | 6 сентября 2013  | 8703        |
|      | Флаг Среднесантимирского сельского поселения Новомалыклинского района | 14 июля 2014     | 9746        |
|      | Флаг Среднеякушкинского сельского поселения Новомалыклинского района  | 29 июля 2013     | 8707        |
|      | Флаг Староатлашского сельского поселения Старокулаткинского района    | 17 марта 2014    | 9502        |
|      | Флаг Старомаклаушинского сельского поселения Майнского района         | 20 декабря 2013  | 9168        |
|      | Флаг Старосахчинского сельского поселения Мелекесского района         | 6 июня 2014      | 10195       |
|      | Флаг Стемасского сельского поселения Вешкаймского района              | 4 сентября 2013  | 8673        |
|      | Флаг Сухотерешанского сельского поселения Николаевского района        | 12 марта 2014    | 9430        |
|      | Флаг Сюксюмского сельского поселения Инзенского района                | 22 октября 2013  | 8681        |
| Т—Я  |                                                                       |                  |             |
|      | Флаг Тагайского сельского поселения Майнского района                  | 4 апреля 2013    | 8366        |
|      | Флаг Терешанского сельского поселения Старокулаткинского района       | 3 февраля 2014   | 9206        |
|      | Флаг Тетюшского сельского поселения Ульяновского района               | 4 сентября 2013  | 8718        |
|      | Флаг Тиинского сельского поселения Мелекесского района                | 2013             | 4226        |
|      | Флаг Тимерсянского сельского поселения Цильнинского района            | 5 февраля 2014   | 9196        |
|      | Флаг Тимирязевского сельского поселения Ульяновского района           | 21 августа 2013  | 8721        |
|      | Флаг Троицкосунгурского сельского поселения Новоспасского района      | 13 февраля 2014  | 9202        |
|      | Флаг Труслейского сельского поселения Инзенского района               | 28 августа 2013  | 8683        |
|      | Флаг Тушнинского сельского поселения Сенгилеевского района            | 24 апреля 2014   |             |
|      | Флаг Ундоровского сельского поселения Ульяновского района             | 17 октября 2014  | 9752        |
|      | Флаг Урайкинского сельского поселения Старомайнского района           | 23 декабря 2013  | 9025        |
|      | Флаг Урено-Карлинского сельского поселения Карсунского района         | 30 августа 2013  | 8689        |
|      | Флаг Фабричновыселковского сельского поселения Новоспасского района   | 19 декабря 2013  | 9172        |
|      | Флаг Хмелёвского сельского поселения Сурского района                  | 29 октября 2013  | 8866        |
|      | Флаг Холстовского сельского поселения Павловского района              | 1 апреля 2014    | 9432        |
|      | Флаг Чеботаевского сельского поселения Сурского района                | 29 октября 2013  | 8868        |
|      | Флаг Черёмушкинского сельского поселения Инзенского района            | 6 сентября 2013  | 8685        |
|      | Флаг Шаховского сельского поселения Павловского района                | 13 ноября 2013   | 8874        |
|      | Флаг Шмалакского сельского поселения Павловского района               | 13 ноября 2013   | 9174        |
|      | Флаг Ясашноташлинского сельского поселения Тереньгульского района     | 6 декабря 2013   | 9188        |

## Упразднённые флаги
| Флаг | Наименование                                                   | Дата утверждения | Дата отмены      |
| ---- | -------------------------------------------------------------- | ---------------- | ---------------- |
|      | Флаг муниципального образования «Базарносызганский район»      | 6 июля 2005      | 15 ноября 2013   |
|      | Флаг муниципального образования «Вешкаймский район»            |                  | 4 сентября 2008  |
|      | Флаг муниципального образования «Вешкаймский район»            | 4 сентября 2008  | 14 июля 2011     |
|      | Флаг муниципального образования «Инзенский район»              | 24 октября 2005  | 13 февраля 2006  |
|      | Флаг муниципального образования «Карсунский район»             | 29 марта 2005    | 16 ноября 2006   |
|      | Флаг муниципального образования «Карсунский район»             | 16 ноября 2006   | 11 июня 2013     |
|      | Флаг муниципального образования «Новоспасский район»           | 13 марта 2006    | 30 апреля 2015   |
|      | Флаг муниципального образования «Павловский район»             | 17 февраля 2006  | 1 марта 2017     |
|      | Флаг муниципального образования «Сенгилеевский район»          | 22 марта 2006    | 27 сентября 2006 |
|      | Флаг муниципального образования «Тереньгульский район»         | 26 декабря 2006  | 25 октября 2013  |
|      | Флаг Игнатовского городского поселения Майнского района        | 26 июля 2013     | 6 апреля 2014    |
|      | Флаг Игнатовского городского поселения Майнского района        | 6 апреля 2014    | 11 сентября 2014 |
|      | Флаг Инзенского городского поселения Инзенского района         | 5 июня 2006      | 15 сентября 2006 |
|      | Флаг Инзенского городского поселения Инзенского района         | 15 сентября 2006 | 27 апреля 2015   |
|      | Флаг Ленинского городского поселения Барышского района         | 15 марта 2013    | 4 сентября 2013  |
|      | Флаг Николаевского городского поселения Николаевского района   | 28 февраля 2014  | 14 августа 2014  |
|      | Флаг Старотимошкинского городского поселения Барышского района | 19 февраля 2013  | 19 сентября 2013 |
|      | Флаг Чуфаровского городского поселения Вешкаймского района     | 22 апреля 2013   | 25 октября 2013  |
|      | Флаг Алгашинского сельского поселения Цильнинского района      | 27 мая 2013      | 16 декабря 2013  |
|      | Флаг Астрадамовского сельского поселения Сурского района       |                  |                  |
|      | Флаг Барановского сельского поселения Николаевского района     | 20 августа 2013  | 27 ноября 2013   |
|      | Флаг Валгусского сельского поселения Инзенского района         | 23 сентября 2013 | 18 декабря 2013  |

| Флаг | Наименование                                                       | Дата утверждения | Дата отмены     |
| ---- | ------------------------------------------------------------------ | ---------------- | --------------- |
|      | Флаг Гимовского сельского поселения Майнского района               | 20 декабря 2013  |                 |
|      | Флаг Головинского сельского поселения Николаевского района         | 20 августа 2013  | 13 марта 2014   |
|      | Флаг Дубровского сельского поселения Николаевского района          | 19 августа 2013  | 12 марта 2014   |
|      | Флаг Дубровского сельского поселения Николаевского района          | 12 марта 2014    | 27 мая 2014     |
|      | Флаг Елаурского сельского поселения Сенгилеевского района          | 26 апреля 2013   | 18 ноября 2013  |
|      | Флаг Живайкинского сельского поселения Барышского района           | 15 марта 2013    | 16 августа 2013 |
|      | Флаг Земляничненского сельского поселения Барышского района        | 29 апреля 2013   | 12 августа 2013 |
|      | Флаг Николочеремшанского сельского поселения Мелекесского района   | 16 декабря 2013  | 12 августа 2014 |
|      | Флаг Никулинского сельского поселения Николаевского района         | 21 августа 2013  | 14 марта 2014   |
|      | Флаг Новоникулинского сельского поселения Цильнинского района      | 14 июня 2013     |                 |
|      | Флаг Пичеурского сельского поселения Павловского района            | 9 августа 2013   |                 |
|      | Флаг Поспеловского сельского поселения Николаевского района        | 20 августа 2013  | 13 марта 2014   |
|      | Флаг Поспеловского сельского поселения Николаевского района        | 13 марта 2014    | 8 мая 2014      |
|      | Флаг Рязановского сельского поселения Мелекесского района          | 17 июня 2013     | 26 мая 2014     |
|      | Флаг Садовского сельского поселения Новоспасского района           | 11 сентября 2014 | 11 марта 2015   |
|      | Флаг Славкинского сельского поселения Николаевского района         | 20 августа 2013  | 14 марта 2014   |
|      | Флаг Сосновоборского сельского поселения Базарносызганского района | 22 апреля 2013   |                 |
|      | Флаг Старосахчинского сельского поселения Мелекесского района      | 17 июня 2013     | нет данных      |
|      | Флаг Сухотерешанского сельского поселения Николаевского района     | 20 августа 2013  | 12 марта 2014   |
|      | Флаг Тушнинского сельского поселения Сенгилеевского района         | 25 апреля 2013   | 24 апреля 2014  |
|      | Флаг Холстовского сельского поселения Павловского района           | 10 октября 2013  | 15 января 2014  |
|      | Флаг Холстовского сельского поселения Павловского района           | 15 января 2014   | 1 апреля 2014   |